# Alice Vickery
Alice Vickery, également connue comme A. Vickery Drysdale ou A. Drysdale Vickery (1844 – 1929) est une médecin britannique.

## Biographie
Elle est militante des droits des femmes et la première femme de son pays reconnue comme chimiste et pharmacienne. Elle défendait l'amour libre, la contraception et le contrôle des naissances.